# Åke Edwall
Karl Åke Laurentius Edwall, född 9 juni 1926 i Frösö socken, Jämtlands län, död 29 september 1988, var en svensk målare och grafiker.

## Biografi
Åke Edwall var son till bankdirektören Alfred Edwall och dennes hustru Linnéa (född Gustavsson) samt brorson till konstnären Gustav Edwall. Han var gift med Vera (född Johansson) 1948–1966 och Helmi (född Jussilainen) 1968–1988. Efter avslutad skolgång och konststudier i Stockholm, Paris och Nice etablerade han sig som konstnär inom den då skapade konstnärskolonin i Västertorp i Stockholm. Han deltog därefter i samlingsutställningar i bland annat Stockholm och på Länsmuseet i Östersund och hade separatutställningar på Galerie Acté i Stockholm 1949. Åren 1955–1959 fortsatte han sina konststudier i USA med ateljé i Santa Moncia, Kalifornien. Återkommen till Sverige engagerades han av Konstfrämjandet att arrangera utställningar runtom i landet och hade förordnanden som teckningslärare vid Stockholms skoldirektion. Efter kompletterande studier i Stockholm knöts han till Bokförlaget P.A. Norstedt & Söner.
År 1962 inledde han samarbete med Nordiska rådet och 1965 blev han anställd vid Nordiska rådets svenska sekretariat som redaktör för rådets tryck. År 1971 kom han till Nordiska rådets presidiesekretariat, där han verkade fram till sin pensionering.
Åke Edwall företog studieresor till bland annat Frankrike, Spanien och Grekland. Hans konst består av abstrakt orienterat måleri i olja, stilleben och figursäker tempera samt linoleumsnitt och silkscreen.
Åke Edwall är representerad vid bland annat Moderna museet.